# Dionys Pruckner
Dionys Pruckner   (Múnic, 12 de maig de 1834 - Heidelberg, 1 de desembre de 1896) va ser un destacat pianista i professor de música a Stuttgart.
Va ser alumne de Franz Liszt des de 1852 fins al voltant de 1855 que va realitzar gires de concerts per tot Europa. El 1859 va ser nomenat membre del professorat del Conservatori de Stuttgart on tingué alumnes com l'estatunidenc Edward Baxter Perry. Pruckner era membre de la masònica casa Wilhelm zur aufgehenden Sonne a Stuttgart.